# 毕满天
毕满天（德語：Matthias Biermann，1956年11月28日—），德國外交官，柏林洪堡大学语言学硕士。 曾任德国驻沈阳总领事、德国驻华大使馆政治处参赞等职务。